# Mördarens bok
Mördarens bok är en kriminalroman av Maria Lang (pseudonym för Dagmar Lange), utgiven första gången 1971 på bokförlaget Norstedts. Romanen har översatts till finska, danska, norska, och franska.

## Handling
Mördarens bok utspelar sig i ett välkänt förlagshus på Riddarholmen. En dag hittas ett lik i byggnaden - men vem är mördaren?

## Karaktärer
De som jobbar på förlaget
- Karl-Henrik Lekberg är chefen
- Malou Norling är sekreteraren
- Torben Hult är formgivaren
- Elin Malmgren är korrekturläserskan
- Inge Zakrisson är reklammannen
- Bibi Arden är reklamtjejen

De som författar åt förlaget
- Ulrica Hult skriver lärt om litteratur
- Torben Hult skriver mystiskt om mord
- Jens Elers talar populärt om posei
- Almi Graan ber förgäves om goda råd